# Amy Schumer
Amy Beth Schumer, ameriška igralka, komedijantka, scenaristka, * 1. junij 1981, New York, Združene države Amerike.

## Filmi (kot igralka)
| Ime                                                                          | Leto | Vloga | Država |
| ---------------------------------------------------------------------------- | ---- | ----- | ------ |
| Sleepwalk with Me                                                            | 2012 | Amy   | ZDA    |
| Price Chech                                                                  | 2012 | Lila  | ZDA    |
| Seeking a Friend for the End of the World / Iščem ljubezen pred koncem sveta | 2012 |       | ZDA    |
| Trainwreck / Razuzdanka                                                      | 2015 | Amy   | ZDA    |
| Snatched / Blondinki v džungli                                               | 2017 | Emily | ZDA    |

1. ↑  Ray M. Encyclopædia Britannica
2. ↑  Internet Broadway Database — 2000.